# Camerún en los Juegos Olímpicos de Barcelona 1992
Camerún estuvo representado en los Juegos Olímpicos de Barcelona 1992 por un total de ocho deportistas que compitieron en dos deportes.  
El equipo olímpico camerunés no obtuvo ninguna medalla en estos Juegos.